# Río Arlanzón

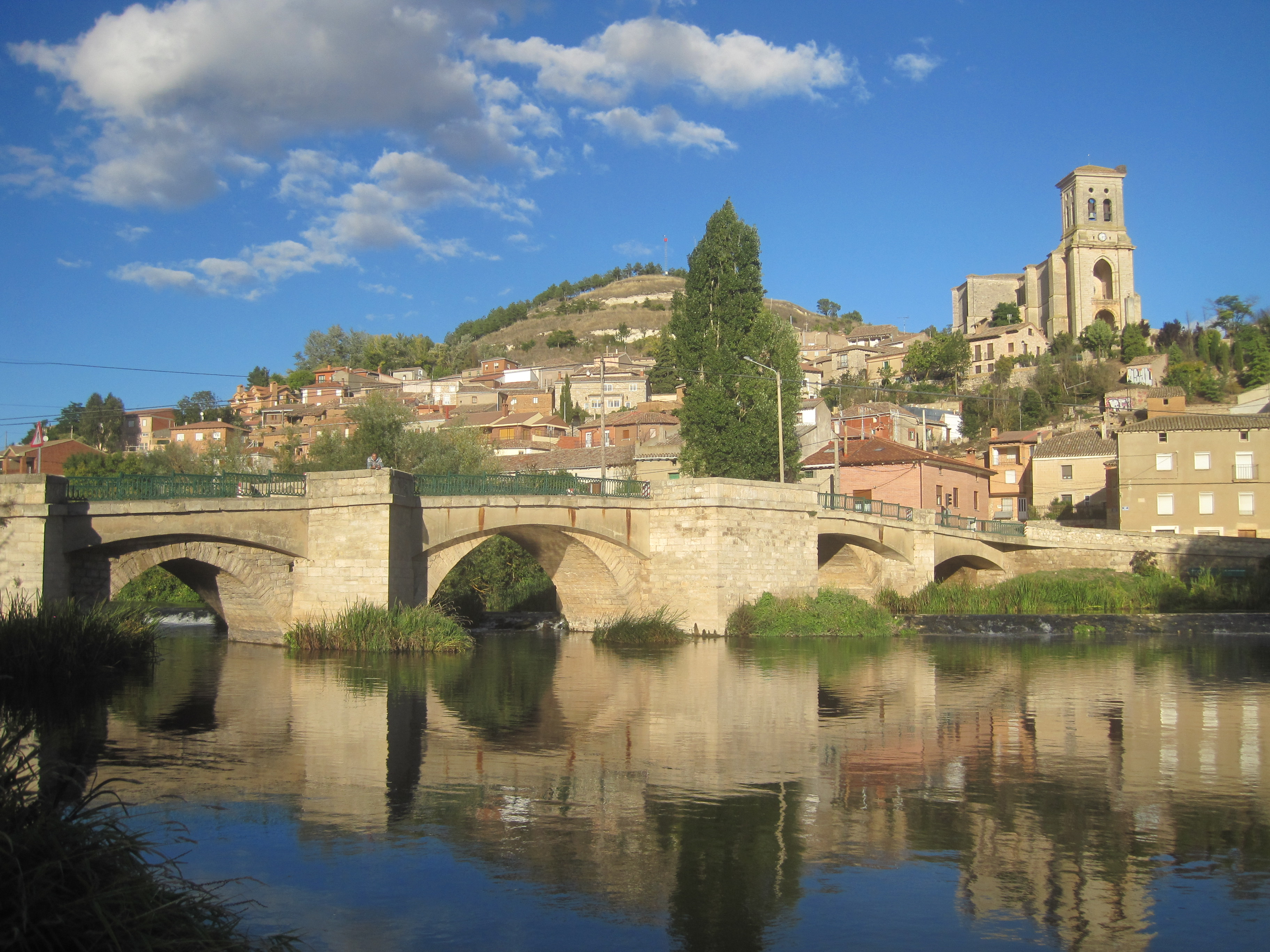
Río Arlanzón in Pampliega

Der Arlanzón ist ein Fluss in Spanien. Er entspringt südöstlich der Ortschaft Pineda de la Sierra im Gebirge Sierra de la Demanda. Zunächst führt sein Verlauf in westliche Richtung. Ab Burgos fließt er nach Südwesten und mündet nördlich von Torquemada in den Río Pisuerga.

## Nebenflüsse
| links - Canalejas - San Llorente - Rilales - Cueva - Linares - Cardeñadijo - Los Ausines - Mozuelo - Cogollos - Arlanza | rechts - Pequera - Tranco - Aido - Valdecarros - Vena - Ubierna - Úrbel - Estépar - Hormazuelas - Penilla - Principal - Calleja |

## Orte am Fluss
- Pineda de la Sierra
- Villasur de Herreros
- Arlanzón
- Ibeas de Juarros
- San Millán de Juarros
- Castañares
- Burgos
- Villalbilla de Burgos
- Buniel
- Estépar
- Pampliega

## Sehenswürdigkeiten
Sehenswert ist die bergige und waldreiche Landschaft am Oberlauf des Río Arlanzón sowie die romanische Kirche San Esteban von Pineda de la Sierra. An seinem Mittellauf ist es vor allem die geschichtsträchtige Provinzhauptstadt Burgos mit ihrer gotischen Kathedrale, ihren vielen historischen Bauwerken, Museen etc., die Besucher aus aller Welt anzieht. Auch der historisch bedeutsame Ort Pampliega am Unterlauf des Flusses überzeugt durch seine Lage und durch die Renaissance-Kirche San Pedro.